# Łaziska Średnie (stacja kolejowa)
Łaziska Średnie – stacja kolejowa w Łaziskach Górnych, w dzielnicy Łaziska Średnie, w województwie śląskim, w Polsce.

## Ruch pasażerski
| Rok  | Wymiana pasażerska na dobę |
| ---- | -------------------------- |
| 2017 | –                          |
| 2022 | 0-9                        |